# ルーマ
映像信号において、ルーマは画像の明るさを表す（「白黒」ないし無彩色の部分）。
ルーマは通常、クロマと組み合わされる。
ルーマは無彩色画像を表し、クロマが色情報を表している。R'G'B'信号源（3CCDカメラの出力など）をルーマとクロマに変換すると、ヒトの視覚は色の違いよりも輝度（白黒）の違いに対してより細かい空間感覚を有しているので、クロマ・サブサンプリングが可能となり、ビデオシステムは色差情報を低解像度で保存および送信でき、所定の帯域で知覚できるディティールを最適化できる。

## ルーマ対相対輝度
ルーマはカラービデオのガンマ圧縮されたR'G'B'成分の加重和である（プライム記号 ' はガンマ圧縮を示す）。この用語はビデオ技術で使用されている輝度と、色彩科学で使用されている相対輝度（CIEによって定義されている）の混同を防止するために提案された。相対輝度はガンマ圧縮されていない「線形な」RGB成分の加重和で形成される。それでも、ルーマは誤って輝度と呼ばれることがある。SMPTE EG 28は、ルーマを表すためには記号Y'を、相対輝度を表すためには記号Yを推奨している。

### 相対輝度の使用
映像工学の分野では、モニターの明るさを表現する際に「ルーマ」のほかに相対輝度が用いられることがある。相対輝度の計算式ではCIEカラーマッチング関数と、赤、緑、青の標準色度（NTSCの原色、SMPTE C、Rec. 709など）に基づいた係数を使用する。Rec. 709（およびsRGB）の原色の場合、純粋な測色学的考察と、相対輝度の定義に基づいた線形結合は次式で表される：
{\displaystyle Y=0.2126R+0.7152G+0.0722B}
Rec. 709仕様のルーマの計算式では、ガンマ圧縮された色成分を用いて、この同じ係数を使用している：
{\displaystyle Y'=0.2126R'+0.7152G'+0.0722B',}
ここでプライム記号 ' はガンマ圧縮されていることを示す。

## Rec. 601のルーマ対Rec. 701のルーマの係数
CCIR 601に準拠したディジタル形式（つまり、ほとんどのディジタル標準画質映像）では、ルーマは次式で得られる：
{\displaystyle Y'_{\text{601}}=0.299R'+0.587G'+0.114B'}
ITU-R勧告BT. 709に準拠した形式では異なる数式を使用する：
{\displaystyle Y'_{\text{709}}=0.2126R'+0.7152G'+0.0722B'}
最新のHDTVシステムは709の係数を使用しているが、移行期の1035i HDTV形式ではSMPTE 240Mの係数を使用している場合がある：
{\displaystyle Y'_{\text{240}}=0.212R'+0.701G'+0.087B'=Y'_{\text{145}}}
これらの係数は、規格策定時に使用されていてSMPTE RP 145（「SMPTE C」とも呼ばれる）の原色に対応している。
ルーマ係数の変更は、赤、緑、青の各原色に対応する標準的な色度（「色」）を反映した「理論的に正しい」係数を提供するためである。しかしながら、この判断には賛否両論がある。Rec. 601とRec. 709の間で正確な色を表示するために、ルーマ係数が違うことからコンポーネント信号を相互に変換する必要がある。民生機器では（コスト削減のために）この変換に必要なマトリクス回路が省略されている場合があり、その結果として色が不正確になっている。
また、Rec. 709のルーマ係数が必ずしも性能が良いとは限らない。ルーマと相対輝度の違いにより、ルーマは画像の輝度を正確に表現していない。その結果、クロマの誤差が輝度に影響を与えることがある。ルーマ単独では輝度を完全に表すことができず、輝度を正確に表現するためには正確なルーマとクロマが必要である。したがって、クロマのエラーは画像の輝度に影響する。
クロマ・サブサンプリングが広く使用されているため、通常、解像度/帯域幅を下げるとクロマの誤差が発生する。この帯域幅の低下と、高周波のクロマ成分が相まって輝度に目に見えるエラーが発生する。高周波のクロマ成分の例としては、SMPTEカラーバーテストパターンの緑のバーとマゼンタのバーの間のラインが挙げられる。輝度の誤差が、この部分に発生するダークバンドとして観察される。